# دارين فيليب
دارين فيليب (بالإنجليزية: Darren Phillip)‏ مواليد 18 مارس 1978 في لندن، هو لاعب كرة سلة أمريكي. بدأ مسيرته الاحترافية في سنة 2000. يلعب في دوري كرة السلة الوطني الأرجنتيني. يحمل الرقم 7. يبلغ طوله 6 قدم 7 بوصة (2.0 م).

## روابط خارجية
- دارين فيليب على موقع الدوري الإسباني لكرة السلة (الإسبانية)
- دارين فيليب على موقع كرة السلة الأوروبية.كوم (الإنجليزية)
- دارين فيليب على موقع كلية كرة السلة في سبورتس رفرنس.كوم (الإنجليزية)
- دارين فيليب على موقع ريلجم (الإنجليزية)
- دارين فيليب على موقع بروبوليرز (الإنجليزية)
- دارين فيليب على موقع سبورتس رفرنس (الإنجليزية)